# Provinz Rodríguez de Mendoza
Die Provinz Rodríguez de Mendoza ist eine der sieben Provinzen der Region Amazonas im Norden Perus. Die Provinz hat eine Fläche von 2359 km². Beim Zensus 2017 betrug die Einwohnerzahl 29.998. 10 Jahre zuvor lag diese bei 26.389. Die Provinzverwaltung ist in Mendoza. 

## Geographische Lage
Die Provinz Rodríguez de Mendoza wird von den östlichen Gebirgsketten der peruanischen Zentralkordillere in Nord-Süd-Richtung durchzogen. Das Gebiet wird über die Flüsse Río Huayabamba und Río Mayo nach Süden zum Río Huallaga entwässert.
Die Provinz Rodríguez de Mendoza grenzt im Norden, Osten und Süden an die Region San Martín sowie im Westen an die Provinz Chachapoyas.

## Verwaltungsgliederung
Die Provinz Rodríguez de Mendoza besteht aus 12 Distrikten. Der Distrikt San Nicolás ist Sitz der Provinzverwaltung.
| Distrikt           | Verwaltungssitz    |
| ------------------ | ------------------ |
| Chirimoto          | Chirimoto          |
| Cochamal           | Cochamal           |
| Huambo             | Huambo             |
| Limabamba          | Limabamba          |
| Longar             | Longar             |
| Mariscal Benavides | Mariscal Benavides |
| Milpuc             | Milpuc             |
| Omia               | Omia               |
| San Nicolás        | Mendoza            |
| Santa Rosa         | Santa Rosa         |
| Totora             | Totora             |
| Vista Alegre       | Vista Alegre       |